# Cirac
Cirac ([si'ɾak] és un poble de la comuna de Rià i Cirac, a la comarca nord-catalana del Conflent. Entre 1790 i 1823 gaudí d'independència municipal, fins que fou agregat a Rià, que fins aquell moment tenia també comuna pròpia. D'altra banda, entre 1973 i 1983 fou integrat en la nova comuna de Rià, Cirac i Orbanyà. En desfer-se aquesta darrera agrupació, la comuna passà a anomenar-se Rià i Cirac, incorporant així al nom de la comuna el del segon poble del terme.
És a la dreta de la Tet, i ocupa una mica menys de la meitat sud del terme actual de Rià i Cirac.

## Etimologia
Joan Coromines explica que el nom d'aquest poble deriva del nom propi llatí Cerius, a través de la forma derivada adjectival cerisiācu, que va donar ja la primera forma documentada del nom del poble, Cirasago (937).

## Geografia
L'antic terme comunal de Cirac és al centre de la comarca del Conflent. Ocupava tota la part de l'actual terme de Rià i Cirac situat a la dreta de la Tet.
El terme de Cirac s'articula a l'entorn de la riba esquerra del riu Merder, paral·lel pel costat de ponent del Lliterà i de llevant del Cadí, que fa de termenal amb Codalet, al voltant de la petita vall del Còrrec de Polit, que travessa el terme quasi pel bell mig. Tot i això, l'extrem nord de l'antic terme és la zona plana, apta per a l'agricultura i, per tant, solcada de canals d'irrigació, de la riba dreta de la Tet, llevat de la franja immediata al riu, més ampla al sud-oest, que pertanyia a Rià.
|                      | Rià     |          |
| Cornellà de Conflent |         | Codalet  |
|                      | Fillols | Taurinyà |

### Cirac

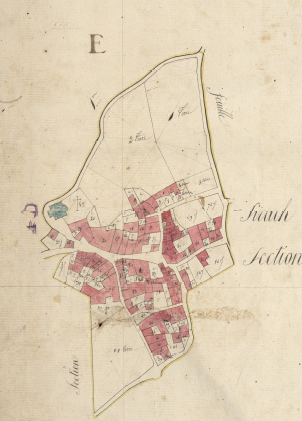
Cirac en el Cadastre napoleònic del 1812 (ADPO)

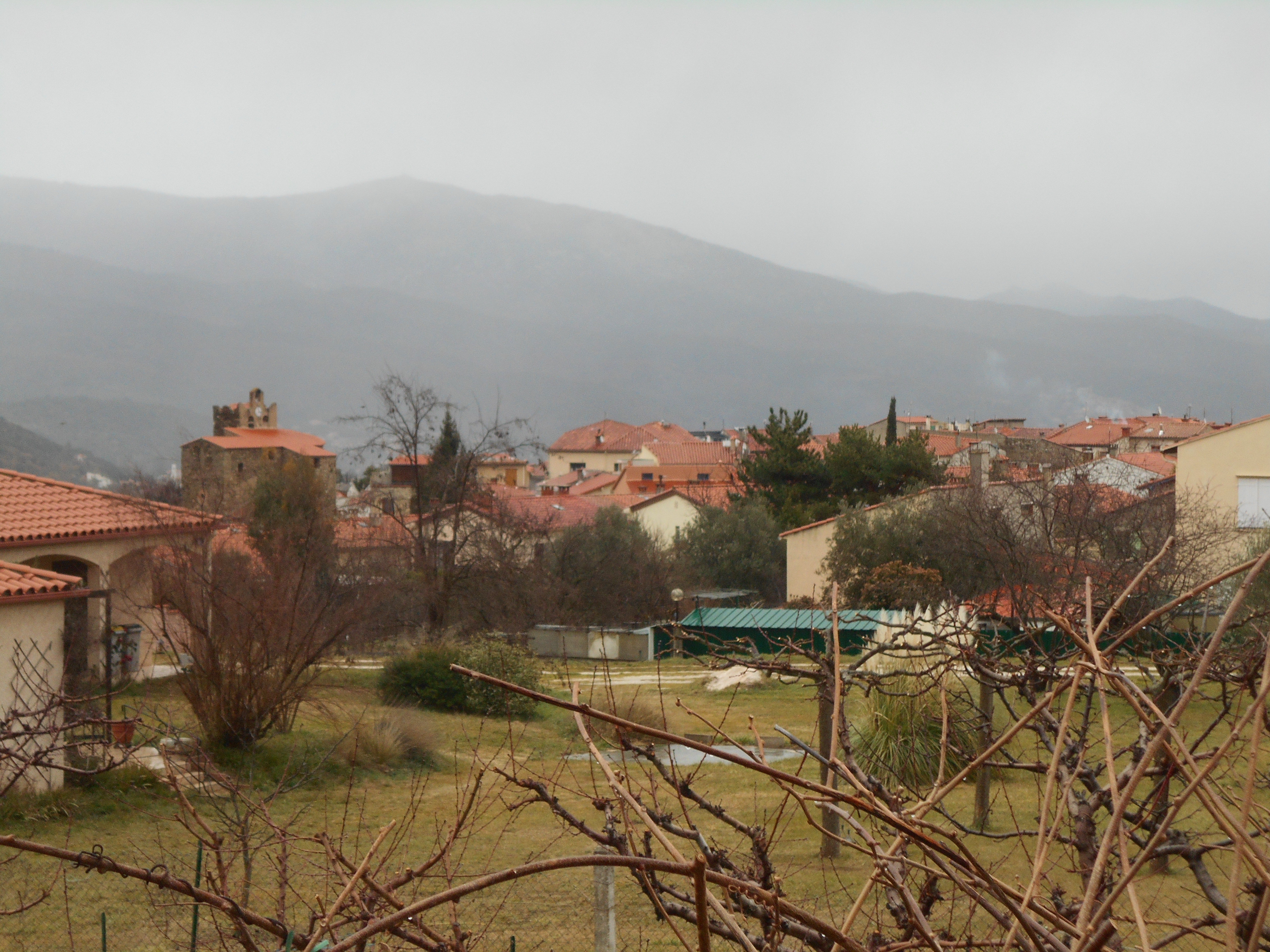
Vista general del poble

El poble de Cirac és situat enlairat a la dreta de la Tet, en un turó on, segons alguns autors, hi havia hagut el Castell de Cirac, en el recinte del qual es troba l'església parroquial de Sant Climent de Cirac. Tanmateix, és probable que aquest castell no sigui cap altra cosa que la mateixa església parroquial, fortificada i d'aspecte massís.

## Història

### Edats Mitjana i Moderna
Cirac és esmentat des del 953, any en què fou donat al monestir de Sant Miquel de Cuixà pel comte Sunifred II de Cerdanya, i el lloc de Cirac depengué d'aquesta abadia fins a la fi de l'Antic Règim.

### Edat Contemporània
Els fets més rellevants de la història contemporània de Cirac giren sobretot a l'entorn de dos temes: la història de la comuna, ja esmentada anteriorment, i els Alts Forns de Rià, creats a començaments del segle XX i tancats a penes trenta anys després, a ran de la crisi mundial del 1929 - 1932.

## Demografia

### Demografia antiga
La població està expressada en nombre de focs (f) o d'habitants (h)
| 1358 | 1365 | 1378 | 1470 | 1515 | 1553 | 1720 | 1767  | 1774 | 1789 |
| 14 f | 14 f | 8 f  | 7 f  | 11 f | 9 f  | 15 f | 193 h | 53 f | 46 f |

Font: Pélissier, 1986.

### Demografia contemporània
| Evolució de la població |      |      |      |      |      |      |
| 1793                    | 1794 | 1796 | 1800 | 1804 | 1806 | 1820 |
| 185                     | 240  | 167  | 217  | 206  | 169  | 190  |

Fonts: Ldh/EHESS/Cassini fins al 1999, després INSEE a partir deL 2004
Nota: A partir del 1826, els habitants de Cirac apareixen en els censos conjuntament amb els de Rià, dins de Rià i Cirac.

## Administració i política

### Batlles[7]
| Període     | Nom                 | Opció política | Comentaris |
| ----------- | ------------------- | -------------- | ---------- |
| 1790 - 1791 | Jean Bargès         |                |            |
| 1791 - 1792 | Christophe Taurinyà |                |            |
| 1792 - 1793 | Jean Ronde          |                |            |
| 1793 - 1795 | Michel Pagès        |                |            |
| 1795 - 1797 | Pierre Roger        |                |            |
| 1797 - 1803 | Isidore Taurinyà    |                |            |
| 1804 - 1807 | Joseph Martí        |                |            |
| 1807 - 1813 | Bernard Foissyn     |                |            |
| 1813 - 1815 | Pierre Roger        |                |            |
| 1813 - 1821 | Christophe Delcamp  |                |            |
| 1821 - 1823 | Laurent Pradel      |                |            |

A partir del 1823, el batlle és comú amb Rià. Consten a l'article de Rià i Cirac.